# Michael Heinemann (Sänger)
Michael Heinemann (* 1986 in Dresden) ist ein deutscher Popsänger, der durch seine Teilnahme an der deutschen Castingshow The Voice of Germany bekannt wurde.

## Leben
Heinemann ist gelernter Kindergartenerzieher. Im Jahr 2010 war er Mitbegründer der Band Plattform M, zu der auch Sängerin und Texterin Anja Junghannß und ihr Vater, Bassist Michael Junghannß, gehören. Das Trio spielt Akustik-Pop, absolvierte jedoch die ersten drei Jahre nur Kleinstauftritte. Heinemann spielt gelegentlich Gitarre.
Im Jahr 2012 bewarb sich Heinemann beim offenen Casting in Leipzig als Kandidat für die zweite Staffel der Show The Voice of Germany und kam in verschiedenen Vortests weiter. Er setzte sich mit dem Titel Dancing On My Own unter den besten 150 Bewerbern durch und kam in das Team von Rea Garvey. In der Show galt er als der Schüchterne. Mit der Interpretation von Don’t Give Up (Peter Gabriel, Kate Bush) entschied er das anschließende Battle für sich. In der folgenden Runde und der ersten Live-Show der Sendung interpretierte er The Blower’s Daughter von Damien Rice und erreichte nach anschließendem Jury- und Zuschauerentscheid das Viertelfinale. In der zweiten Live-Show kam er nach einer Interpretation von Alex Clares Treading Water in die nächste Runde.
Im Halbfinale sang er erstmals das Lied Words (Try to hold on), das Rea Garvey für ihn geschrieben hatte, sowie mit dem späteren Sieger Nick Howard im Duett Skinny Love (Birdy-Version). Beide stiegen mit diesem Song am 21. Dezember 2012 auf Platz 91 der deutschen Charts ein. Heinemann schied im Halbfinale als einer der besten acht Teilnehmer aus. Es folgte ab Ende Dezember eine Tour durch acht deutsche Städte, bei der Heinemann mit den anderen Halbfinalisten auftrat. Mit der 2013 auf acht Mitglieder angewachsenen Band Plattfom M absolviert Heinemann, der weiterhin als Erzieher arbeitet, Auftritte, unter anderem in Olaf Schuberts Dresdner Stadtrundshow: Olaf Schubert & Freunde sowie beim Dresdner Stadtfest 2013, dem Tag der Sachsen in Schwarzenberg oder der Silversterparty auf dem Dresdner Theaterplatz vor bis zu 20.000 Besuchern.
Am 29. November 2013 erschien sein Debüt-Album Wide Open und wurde u. a. in der TV-Sendung Riverboat (MDR) beworben, zu der Michael Heinemann als Talkgast eingeladen war.

## Diskografie

### Alben
- 2013: Wide Open

### Singles
- 2012: Words (Try To Hold On)
- 2013: The Encounter